# Bianco e nero (album)
Bianco e nero è l'album di debutto della cantautrice italiana Bianca Atzei, pubblicato il 12 febbraio 2015 dalla Baraonda Edizioni Musicali, prodotto da Diego Calvetti con la supervisione artistica di Kekko Silvestre, frontman dei Modà.

## Descrizione
Il disco contiene 20 tracce, tra cui alcuni singoli già pubblicati dalla cantante nel periodo tra il 2012 e il 2014, Il solo al mondo, brano con la quale Bianca ha partecipato al Festival di Sanremo 2015 e tre cover: la canzone sarda No potho reposare con i Tazenda, Ciao amore, ciao di Luigi Tenco con Alex Britti e One Day I'll Fly Away, realizzato per la colonna sonora della miniserie televisiva di Rai 1 Anna Karenina.
In un'intervista rilasciata a RTL la cantante ha dichiarato che l'album «rappresenta ogni cosa di me, dal titolo ai brani. Io sono bianco o nero, non ho vie di mezzo.»

## Tracce
1. Il solo al mondo – 3:40 (Francesco Silvestre)
2. Non è vero mai (con Alex Britti) – 3:44 (Alex Britti, Diego Calvetti, Marco Ciappelli)
3. Riderai – 3:26 (Fortunato Zampaglione)
4. La strada per la felicità (Laura) – 3:41 (Veronica Atzei, Diego Calvetti, Emiliano Cecere, Oscar Angiuli)
5. Bianco e nero – 3:22 (Diego Calvetti, Emiliano Cecere, Lapo Consortini)
6. Quanto vale un ti amo – 3:18 (testo: Veronica Atzei – musica: Vincenzo De Martini)
7. Polline – 3:43 (Veronica Atzei, Diego Calvetti, Marco Ciappelli, Lapo Consortini)
8. La paura che ho di perderti (con Maurizio Solieri) – 3:34 (Francesco Silvestre)
9. In un giorno di sole – 2:57 (Veronica Atzei, Francesco Morettini, Luca Angelosanti)
10. Ciao amore, ciao (con Alex Britti) – 3:00 (Luigi Tenco)
11. Otto settembre – 3:31 (Veronica Atzei, Diego Calvetti, Oscar Angiuli)
12. La gelosia (con Kekko Silvestre) – 3:35 (Diego Calvetti, Marco Ciappelli, Lapo Consortini)
13. Convincimi – 2:57 (Veronica Atzei, Oscar Angiuli)
14. Non puoi chiamarlo amore – 2:59 (Veronica Atzei, Diego Calvetti, Oscar Angiuli)
15. Arido – 3:33 (testo: Diego Calvetti, Marco Ciappelli – musica: Emiliano Cecere, Giulio Vincenzo Iozzi)
16. L'amore vero – 3:12 (Veronica Atzei, Fabio De Martino)
17. Da me non te ne vai – 4:01 (Francesco Silvestre)
18. Innamorata (Gemma) – 3:35 (Veronica Atzei, Ferdinando Arnò, Oscar Angiuli)
19. No potho reposare (con i Tazenda) – 3:54 (Giuseppe Rachel, Salvatore Sini)
20. One Day I'll Fly Away – 3:20 (Will Jennings, Joe Sample)

## Formazione

### Produzione
- Diego Calvetti – produzione, ingegneria del suono, arrangiamenti (eccetto tracce 9, 11, 12, 13, 18); missaggio (traccia 16); arrangiamenti orchestrali
- Francesco Morettini – produzione, ingegneria del suono, arrangiamenti (traccia 9)
- Alex Britti – produzione, arrangiamenti (traccia 10)
- Adriano Pennino – produzione, ingegneria del suono, arrangiamenti (tracce 11 e 13)
- Marco Barusso – produzione, ingegneria del suono, arrangiamenti (traccia 12); missaggio (tracce 3, 6, 7, 8, 10, 12, 13, 15, 17)
- Ferdinando Arnò – produzione, ingegneria del suono, arrangiamenti (traccia 18)
- Andrea Benassai – missaggio (traccia 1); ingegneria del suono archi
- Francesco Baldi – assistenza ingegneria del suono archi
- Gianluca Vaccaro – missaggio (traccia 2)
- Sabino Cannone – missaggio (tracce 4, 5, 11)
- Ivan Rossi – missaggio (tracce 9, 14, 19)
- Lorenzo Cazzaniga – missaggio (traccia 18)
- Kekko Silvestre – supervisione artistica
- Lapo Consortini – assistenza all'ingegneria del suono (eccetto tracce 9, 10, 11, 12, 13, 18)
- Matteo Maddalena – assistenza all'ingegneria del suono (traccia 18)
- Marco D'Agostino – mastering

## Classifiche
| Classifica (2015) | Posizione massima |
| ----------------- | ----------------- |
| Italia            | 15                |